# Fascia (település)
Fascia település Olaszországban, Liguria régióban, Genova megyében. Lakosainak száma 70 fő (2023. január 1.). Fascia Carrega Ligure, Fontanigorda, Gorreto, Montebruno, Propata, Rondanina és Rovegno községekkel határos.

## Népesség
A település lakossága az elmúlt években az alábbi módon változott:
| Lakosok száma | 75   | 71   | 70   |
|               | 2017 | 2018 | 2023 |